# Kuchenmeister
Die Kuchenmeister GmbH ist ein deutscher Backwarenhersteller mit Hauptsitz in Soest. Das Unternehmen ist in vierter Generation familiengeführt.

## Geschichte

### Bäckerei
Das Unternehmen wurde 1884 als klassische Bäckerei von Julius Trockels in Soest gegründet. 1886 begann der Einsatz eines Dampfbackofens, wodurch sich die Produktion steigerte. Der Kundenstamm vergrößerte sich und das Sortiment wurde um Sandkuchen und Milch-Eiserkuchen (in einem Eisen gebackene Waffeln) ergänzt. 1929 übernahm Julius’ Sohn Wilhelm die Geschäftsführung. Aufgrund der Rohstoffknappheit während der Zeit vom Ersten Weltkrieg produzierte die Bäckerei nur noch Brote und keine Konditoreiwaren mehr. Bei einem Bombenangriff am 5. Dezember 1944 auf Soest wurde das Grundstück der Bäckerei und des anliegenden Wohnhauses beschädigt, viele Rezepte gingen verloren und mehrere Mitglieder der Gründerfamilie Trockels starben. Wilhelms Sohn Günter überlebte diese Zeit und begann im Jahr 1954 als Bäckermeister Brote vom Fahrrad aus zu verkaufen. Das Geschäft entwickelte sich weiter, sodass er mit einem Motor-Dreirad seinen Aktionsradius und damit seinen Kundenstamm vergrößerte.

### Industrieller Backwarenhersteller Kuchenmeister

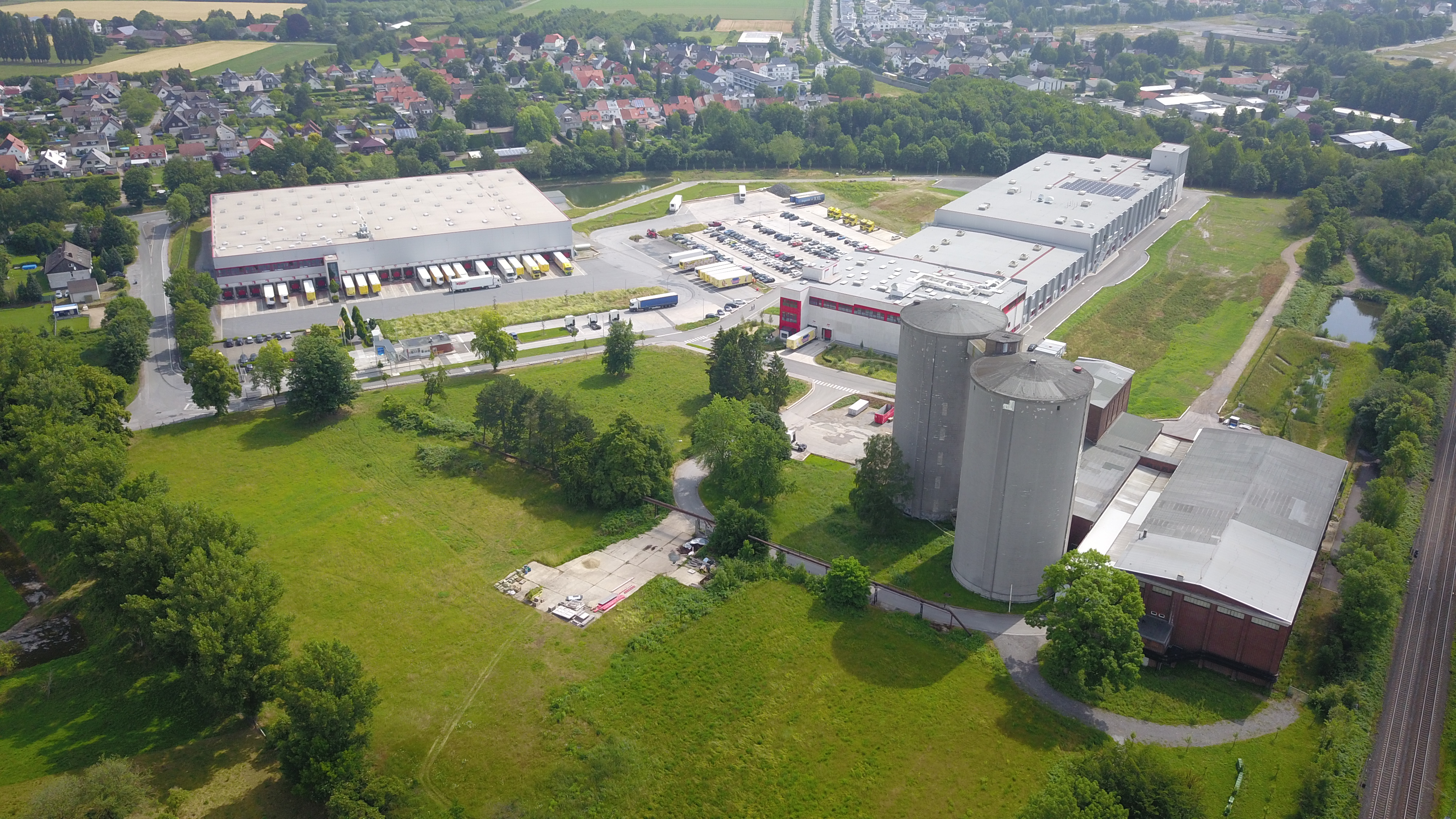
Zweiter Standort von Kuchenmeister in Soest (2021)

Ende der 1950er Jahre erfolgte der Wiederaufbau des Betriebes auf dem 1944 beschädigten innerstädtischen Grundstück. Der Erwerb einer halb-automatischen Maschine zur Herstellung von gerollten Waffeln 1961 war der Beginn der industriellen Fertigung. Das Unternehmen wuchs weiter und bezog 1971 einen neuen Hauptsitz am Soester Stadtrand. 1975 begann die Erschließung internationaler Märkte durch Lieferungen nach Italien, Frankreich und den Niederlanden. Bis zum Ende der 1980er Jahre exportierte das Unternehmen in 60 Länder.
Der Name Kuchenmeister entstand 1982. Im Jahr 1995 übergab Günter Trockels die Geschäftsführung an seine drei Söhne Hans-Günter, Thomas und Uwe.
1998 übernahm Kuchenmeister die Produktion der Koala-Kekse, welche zuvor zehn Jahre lang von Schöller hergestellt wurden.
Ende 2000 übernahm Kuchenmeister von der zur Südzucker AG gehörenden Schöller Holding die Lady Cake Feine Kuchen GmbH mit Werken in Duingen und Mettingen. Das Werk in Mettingen wurde jedoch wieder geschlossen. Zum 1. Juni 2004 erwarb Kuchenmeister GmbH das Werk in Salzkotten-Thüle von Dan Cake (Kamps AG) und vermietete es an die Audrey Cake GmbH. 2009 ging Kuchenmeister eine Lizenzpartnerschaft mit Verpoorten ein und brachte Backwaren mit Eierlikör auf den Markt.
2010 wurde Kuchenmeister zum Partner des Zentrums für Nachhaltige Unternehmensführung (ZNU) an der Universität Witten/Herdecke und gründete ein Nachhaltigkeitsteam. 2010 übernahm Kuchenmeister zudem die Bäckerei Haverland in Soest, die älteste Pumpernickelbäckerei der Welt, aus der Insolvenz.
2011 ging Kuchenmeister eine Kooperation mit Nestlé ein. Zusammen führten die Unternehmen die Yes-Tortys, welche 2003 vom Markt genommen worden waren, wieder ein.
Mitte 2012 ging die Elzer Backwaren GmbH in Elze in die Insolvenz. Kuchenmeister übernahm Elzer Backwaren zum Jahresende 2012. Das Werk wurde nach einem Jahr geschlossen und die Produktion ins nahegelegene Werk in Duingen verlagert. Ein Großteil der Mitarbeiter wurde übernommen.
Anfang der 2010er Jahre kaufte Kuchenmeister die Brachfläche der 1991 stillgelegten Soester Zuckerfabrik der Südzucker AG und errichtete dort 2014 ein neues Logistikzentrum. Für den Bau wurden die Steine der ehemaligen Zuckerfabrik wiederverwendet. Im Januar 2021 wurde dort zudem eine neue Produktions- und Bürohalle mit einer Gesamtfläche von 19.000 Quadratmetern eröffnet. Neben Photovoltaikanlagen nutzt die Halle auch die anfallende Backwärme als Heizmittel für die anliegenden Büroflächen.
Im Jahr 2022 erhielt Kuchenmeister eine Lizenz von Mövenpick, um unter deren Marke Kuchen zu produzieren.
Im Jahr 2024 ist die Tochtergesellschaft „Audrey Cake GmbH“ mit Sitz in Thüle/Salzkotten mit der Kuchenmeister GmbH verschmolzen. Der Standort Thüle wurde durch die Verschmelzung zu einer Betriebsstätte der Kuchenmeister GmbH.

### Vertrieb
Neben dem Vertrieb in Deutschland exportiert Kuchenmeister seine Produkte in über 80 Länder, darunter Portugal, Großbritannien, Griechenland, Thailand, Japan, Australien, Südamerika und die USA.

### Nachhaltigkeit
Die über 30 Lkw des Unternehmens werden fast ausschließlich mit Flüssiggas betrieben. Auf dem Gelände befindet sich außerdem eine 13.900 Quadratmeter große biodiverse Wildwiese mit Schafen und Bienenvölkern. Für seine Backstraßen nutzt Kuchenmeister eine Desodorierungs- und Wärmerückgewinnungsanlage, welche zusammen mit einem Berliner Ingenieurbüro entwickelt wurde.
Aufgrund der ökologischen und sozialethischen Probleme in Anbaugebieten von Palmöl nutzt Kuchenmeister zudem zertifiziertes und nachhaltiges Palmöl in seinen Backwaren.

## Produkte
Kuchenmeister produziert ca. 500 verschiedene Backwaren. Dazu gehören die Koala-Kekse, Kuchen (insbesondere Folienkuchen, gefüllte Kuchen und Kuchenriegel wie Yes-Torty), Tortenböden, Frischei-Waffeln, Christstollen und Stollenkonfekt, Baumkuchen und Baumkuchenspitzen, Croissants, Milchbrötchen, Muffins, Sachertorte, Zimtrollen und Mini-Waffel-Röllchen. Bei der Produktion von Christstollen und Baumkuchen gilt Kuchenmeister als Weltmarktführer. Um die Nachfrage zu bedienen, beginnt Kuchenmeister im Juli mit der Produktion der Stollen. Hierzu werden jährlich mehrere Produktionsstraßen umgebaut. In Deutschland ist Kuchenmeister bei der Produktion von Fertigkuchen marktführend. Bis zu 100.000 Tonnen Backwaren werden jährlich von Kuchenmeister produziert.
Die Produkte werden an fast alle deutschen Handelsketten verkauft, aber auch Großkunden wie Krankenhäuser oder Kunden aus der Gastronomie werden beliefert. Zudem betreibt Kuchenmeister einen eigenen Werksladen am Werk in Soest.

## Auszeichnungen
2015 wurde Kuchenmeister für die Weiterentwicklung im Bereich Desodorierung und Wärmerückgewinnung von Backschwaden mit dem International FoodTec Award in Silber ausgezeichnet. Für den Backofen mit kombinierter Wärmeübertragung wurde Kuchenmeister 2021 mit dem gleichen Award in Gold ausgezeichnet.
Kuchenmeister wurde mehrfach mit dem Bundesehrenpreis des Bundesministeriums für Ernährung und Landwirtschaft (BMEL) ausgezeichnet und bekam zudem den Goldstandard verliehen. Im Jahr 2023 erhielt Kuchenmeister den Preis zum 13. Mal in Gold verliehen.

## Kritik
Im Juli 2009 wurde das Unternehmen wegen seines Zitronenkuchens durch die Verbraucherzentrale Hamburg abgemahnt, weil auf dessen Verpackung ein Kuchen mit naturgetreuer Darstellung mehrerer aufgeschnittener Zitronen abgebildet war, dieser aber lediglich Zitronenaroma enthielt. Günter Hörmann, Geschäftsführer der Verbraucherzentrale Hamburg, kritisierte dies als irreführend. Kuchenmeister unterzeichnete daraufhin eine Unterlassungserklärung und sicherte zu, dem Kuchen in Zukunft Zitronenschalen und Zitronensaft hinzuzufügen. Das Produkt Kuchenmeister Zitronenkuchen enthält heute die Zutaten Zitronenschalenöl und Limettenschalenöl.